# Terremoto di Aleppo del 1138
Il terremoto di Aleppo del 1138 si verificò ad Aleppo, nell'Aleppo settentrionale, l'11 ottobre 1138. Lo United States Geological Survey lo classifica come il terzo terremoto più catastrofico della storia. Tuttavia, la cifra di 230.000 morti si basa su una fusione storica di questo terremoto con il terremoto avvenuto nel novembre del 1137 sulla pianura Jazīra e il grande evento sismico del 30 settembre 1139 nella città azera di Ganja. La prima menzione della cifra di 230.000 morti ci è pervenuta da Ibn Taghribirdi nel XV secolo.

## Contesto
Aleppo si trova lungo la parte settentrionale di un sistema di faglie geologiche che costituiscono un confine che la separa dalla placca africana. Il terremoto è stato l'inizio della prima delle due sequenze di intensi sciami sismici che hanno interessato la regione: la prima e più intensa tra l'ottobre 1138 e il giugno 1139 e una che è durata dal settembre del 1156 al maggio del 1159.
Durante la metà del XII secolo, il nord della Siria era una terra devastata dalla guerra. Gli stati crociati istituiti dagli europei occidentali, come il Principato di Antiochia, erano in uno stato di costante conflitto armato con gli stati musulmani del nord della Siria e della Jazīra, principalmente ad Aleppo e a Mosul.

## Descrizione
Un cronista dell'epoca che si trovava a Damasco, Ibn al-Qalanisi, registrò la scossa principale mercoledì 11 ottobre 1138. Nei suoi scritti troviamo che fu preceduto da un terremoto iniziale il 10 ottobre e che in seguito ci furono delle scosse di assestamento durante la sera del 20 ottobre, il 25 ottobre, la notte tra il 30 ottobre-1º novembre e, per finire, la mattina del 3 novembre.
La zona più colpita fu Harem, dove i crociati avevano costruito una cittadella di grandi dimensioni. Le fonti indicano che il castello fu distrutto e la chiesa crollò su se stessa. Il forte di Atharib, allora occupata dai musulmani, fu distrutto, la cittadella crollò uccidendo 600 soldati ma risparmiando il governatore e alcuni funzionari che fuggirono presso Mosul. La città di Zaradna, già saccheggiata durante le precedenti battaglie, fu completamente cancellata come un piccolo forte situato presso Shih.
Gli abitanti di Aleppo, che in quel periodo era una grande città abitata da diverse decine di migliaia di persone, erano già state messe in allarme dalle prime scosse e quindi riuscirono in gran parte a fuggire verso le campagne prima della scossa principale. Le mura cittadine crollarono, così come le pareti ad est e a ovest della cittadella. Numerose case andarono distrutte.
Ulteriori danni furono registrati presso Azrab, Bizaah, Tell Khalid e Tell Amar. La scossa principale e le sue scosse di assestamento sono state avvertite anche Damasco, ma non a Gerusalemme.